# USS Culgoa
L'USS Culgoa est un navire ravitailleur réfrigéré acheté par l'United States Navy en 1898. Il intègre l'Asiatic Squadron et sert durant la guerre américano-philippine, puis rejoint le North Atlantic Squadron et participe au tour de monde de la Grande flotte blanche de 1907 à 1909. Pendant la Première Guerre mondiale, il dépend du Naval Overseas Transportation Service qui organise les convois dans l'Atlantique nord. Le Culgoa est retiré du service en 1921 et revendu l'année suivante.